# Chieri '76 Volleyball 2023-2024
Questa voce raccoglie le informazioni riguardanti il Chieri '76 Volleyball nelle competizioni ufficiali della stagione 2023-2024.

## Stagione
Nella stagione 2023-24 il Chieri '76 Volleyball assume la denominazione sponsorizzata di Reale Mutua Fenera Chieri '76.
Partecipa per la sesta volta alla Serie A1; chiude la regular season di campionato al quinto posto in classifica, qualificandosi per i play-off scudetto, dove viene eliminata ai quarti di finale dall'AGIL.
Grazie al quinto posto al termine del girone di andata del campionato, il Chieri '76 si qualifica per la Coppa Italia, uscendo in semifinale a seguito della sconfitta rimediata contro l'Imoco.
Il risultati ottenuti nell'annata precedente consentono al club piemontese di partecipare alla Coppa CEV: conquista per la prima volta la competizione dopo aver vinto tutte le gare disputate e battendo nella doppia finale il Neuchâtel.

## Organigramma societario
Area direttiva
- Presidente: Filippo Vergnano
- Presidente onorario: Lucio Zanon Di Valgiurata
- Vicepresidente: Maurizio Cumino
- Amministratore delegato: Fabrizio Morra
- Amministrazione: Alberto Cento
- Direttore sportivo: Massimiliano Gallo
- Direttore operativo: Luca Di Cillo
- Team manager: Valentina Torrese

Area tecnica
- Allenatore: Giulio Bregoli
- Allenatore in seconda: Gerardo Daglio
- Assistente allenatore: Marco Rostagno, Kento Hayashi
- Scout man: Arthur Cohen
- Responsabile settore giovanile: Massimiliano Gallo, Nicola Sgueglia

Area comunicazione
- Addetto stampa: Massimo Raviolo
- Responsabile comunicazione: Elisabetta Testa
- Responsabile social media: Vittorio Avondo
- Speaker: Giovanni Nazzareno

Area marketing
- Responsabile merchandising: Vittorio Avondo

Area sanitaria
- Medico: Diego Contro
- Preparatore atletico: Davide Partegiani
- Fisioterapista: Gianfranco Cumino, Giorgia Valetto, Marco Brun
- Psicologa: Vittoria Brai

## Rosa
| N° | Nome               | Ruolo | Data di nascita  | Nazionalità sportiva |
| -- | ------------------ | ----- | ---------------- | -------------------- |
| 3  | Elena Rolando      | L     | 16 luglio 1999   | Italia               |
| 4  | Rachele Morello    | P     | 7 novembre 2000  | Italia               |
| 5  | Ilaria Spirito     | L     | 20 febbraio 1994 | Italia               |
| 6  | Avery Skinner      | S     | 25 aprile 1999   | Stati Uniti          |
| 7  | Valeria Papa       | S     | 9 settembre 1989 | Italia               |
| 7  | Romy Jatzko        | S     | 26 gennaio 2000  | Germania             |
| 8  | Kaja Grobelna      | O     | 4 gennaio 1995   | Belgio               |
| 9  | Madison Kingdon    | S     | 20 aprile 1993   | Stati Uniti          |
| 11 | Martha Anthoulī    | O     | 13 agosto 2004   | Grecia               |
| 12 | Anna Gray          | C     | 15 novembre 1996 | Italia               |
| 14 | Fatim Kone         | C     | 25 ottobre 2000  | Italia               |
| 15 | Loveth Omoruyi     | S     | 25 agosto 2002   | Italia               |
| 16 | Katerina Zakchaiou | C     | 26 agosto 1998   | Cipro                |
| 17 | Camilla Weitzel    | C     | 11 giugno 2000   | Germania             |
| 23 | Ofelia Malinov     | P     | 29 febbraio 1996 | Italia               |

## Mercato
| Acquisti                               | Acquisti           | Acquisti          | Acquisti   |
| R.                                     | Nome               | da                | Modalità   |
| -------------------------------------- | ------------------ | ----------------- | ---------- |
| O                                      | Martha Anthoulī    | Panathīnaïkos     | definitivo |
| C                                      | Anna Gray          | Pinerolo          | definitivo |
| S                                      | Madison Kingdon    | Türk Hava Yolları | definitivo |
| P                                      | Ofelia Malinov     | Pinerolo          | definitivo |
| S                                      | Loveth Omoruyi     | UYBA              | definitivo |
| S                                      | Valeria Papa       | Megavolley        | definitivo |
| L                                      | Elena Rolando      | Alba              | definitivo |
| S                                      | Avery Skinner      | Béziers           | definitivo |
| C                                      | Katerina Zakchaiou | UYBA              | definitivo |
| Trasferimenti nel corso della stagione |                    |                   |            |
| S                                      | Romy Jatzko        | Sichuan           | definitivo |

| Cessioni                               | Cessioni          | Cessioni          | Cessioni   |
| R.                                     | Nome              | a                 | Modalità   |
| -------------------------------------- | ----------------- | ----------------- | ---------- |
| P                                      | Francesca Bosio   | AGIL              | definitivo |
| C                                      | Brionne Butler    | Osasco            | definitivo |
| S                                      | Héléna Cazaute    | Pro Victoria      | definitivo |
| L                                      | Alessia Fini      | Teodora Giovanile | definitivo |
| C                                      | Alessia Mazzaro   | Firenze           | definitivo |
| S                                      | Stella Nervini    | Bergamo 1991      | definitivo |
| S                                      | Olivia Różański   | Bergamo 1991      | definitivo |
| O                                      | Maja Storck       | Pinerolo          | definitivo |
| S                                      | Francesca Villani | Savino Del Bene   | definitivo |
| Trasferimenti nel corso della stagione |                   |                   |            |
| S                                      | Madison Kingdon   | Jakarta Popsivo   | definitivo |
| S                                      | Valeria Papa      | San Diego Mojo    | definitivo |

## Risultati

### Serie A1

#### Girone di andata
| 1ª giornata - 8 ottobre 2023 PalaMaddalene, Chieri         | Chieri '76      | 0 - 3 | AGIL         | 20-25, 27-29, 25-27               |
| 2ª giornata - 15 ottobre 2023 Palazzetto dello Sport, Roma | Roma Club       | 0 - 3 | Chieri '76   | 18-25, 20-25, 20-25               |
| 3ª giornata - 21 ottobre 2023 PalaMaddalene, Chieri        | Chieri '76      | 1 - 3 | Imoco        | 19-25, 23-25, 25-18, 25-27        |
| 4ª giornata - 22 novembre 2023 Arena di Monza, Monza       | Pro Victoria    | 3 - 0 | Chieri '76   | 25-19, 25-19, 25-16               |
| 5ª giornata - 1º novembre 2023 PalaCampanara, Pesaro       | Megavolley      | 1 - 3 | Chieri '76   | 22-25, 25-18, 22-25, 23-25        |
| 6ª giornata - 4 novembre 2023 PalaMaddalene, Chieri        | Chieri '76      | 3 - 0 | Pinerolo     | 25-20, 25-15, 25-21               |
| 7ª giornata - 11 novembre 2023 PalaFacchetti, Treviglio    | Bergamo 1991    | 2 - 3 | Chieri '76   | 25-23, 23-25, 25-18, 15-25, 11-15 |
| 8ª giornata - 18 novembre 2023 PalaMaddalene, Chieri       | Chieri '76      | 3 - 1 | Trentino     | 25-19, 22-25, 25-20, 25-17        |
| 9ª giornata - 26 novembre 2023 PalaWanny, Firenze          | Savino Del Bene | 3 - 2 | Chieri '76   | 25-17, 20-25, 26-28, 25-21, 15-11 |
| 10ª giornata - 3 dicembre 2023 PalaMaddalene, Chieri       | Chieri '76      | 3 - 0 | UYBA         | 25-16, 25-23, 25-21               |
| 11ª giornata - 10 dicembre 2023 PalaWanny, Firenze         | Firenze         | 3 - 2 | Chieri '76   | 28-26, 25-23, 21-25, 17-25, 15-11 |
| 12ª giornata - 17 dicembre 2023 PalaMaddalene, Chieri      | Chieri '76      | 3 - 1 | Cuneo Granda | 25-18 25-19 17-25 26-24           |
| 13ª giornata - 23 dicembre 2023 PalaRadi, Cremona          | Casalmaggiore   | 1 - 3 | Chieri '76   | 17-25, 20-25, 25-23, 16-25        |

#### Girone di ritorno
| 14ª giornata - 26 dicembre 2023 PalaTerdoppio, Novara                       | AGIL         | 3 - 1 | Chieri '76      | 25-19, 26-24, 23-25, 25-18        |
| 15ª giornata - 6 gennaio 2024 PalaMaddalene, Chieri                         | Chieri '76   | 3 - 0 | Roma Club       | 25-21, 25-18, 25-16               |
| 16ª giornata - 14 gennaio 2024 PalaVerde, Villorba                          | Imoco        | 3 - 2 | Chieri '76      | 26-28, 25-19, 21-25, 30-28, 15-9  |
| 17ª giornata - 21 gennaio 2024 Palazzetto dello Sport Gianni Asti, Torino   | Chieri '76   | 2 - 3 | Pro Victoria    | 25-21, 23-25, 23-25, 27-25, 13-15 |
| 18ª giornata - 28 gennaio 2024 PalaMaddalene, Chieri                        | Chieri '76   | 3 - 0 | Megavolley      | 25-20, 25-19, 25-17               |
| 19ª giornata - 4 febbraio 2024 Palazzetto dello Sport, Villafranca Piemonte | Pinerolo     | 3 - 1 | Chieri '76      | 25-21, 29-27, 20-25, 25-20        |
| 20ª giornata - 11 febbraio 2024 PalaMaddalene, Chieri                       | Chieri '76   | 3 - 0 | Bergamo 1991    | 25-20, 29-27, 25-22               |
| 21ª giornata - 25 febbraio 2024 PalaTrento, Trentino                        | Trentino     | 1 - 3 | Chieri '76      | 27-29, 25-21, 20-25, 14-25        |
| 22ª giornata - 3 marzo 2024 PalaMaddalene, Chieri                           | Chieri '76   | 1 - 3 | Savino Del Bene | 22-25, 19-25, 25-22, 22-25        |
| 23ª giornata - 6 marzo 2024 PalaBorsani, Castellanza                        | UYBA         | 0 - 3 | Chieri '76      | 19-25, 23-25, 20-25               |
| 24ª giornata - 9 marzo 2024 PalaMaddalene, Chieri                           | Chieri '76   | 0 - 3 | Firenze         | 20-25, 23-25, 19-25               |
| 25ª giornata - 17 marzo 2024 PalaCastagnaretta, Cuneo                       | Cuneo Granda | 0 - 3 | Chieri '76      | 21-25, 18-25, 19-25               |
| 26ª giornata - 24 marzo 2024 PalaMaddalene, Chieri                          | Chieri '76   | 3 - 0 | Casalmaggiore   | 25-18, 25-15, 25-21               |

#### Play-off scudetto
| Quarti di finale (gara 1) - 27 marzo 2024 PalaTerdoppio, Novara | AGIL       | 2 - 3 | Chieri '76 | 18-25, 25-17, 26-28, 25-19, 8-15 |
| Quarti di finale (gara 2) - 30 marzo 2024 PalaAsti, Torino      | Chieri '76 | 0 - 3 | AGIL       | 22-25, 30-32, 21-25              |
| Quarti di finale (gara 3) - 3 aprile 2024 PalaTerdoppio, Novara | AGIL       | 3 - 1 | Chieri '76 | 22-25, 25-21, 25-22, 25-23       |

### Coppa Italia
| Quarti di finale - 24 gennaio 2024 PalaTerdoppio, Novara | AGIL  | 1 - 3 | Chieri '76 | 17-25, 21-25, 25-23, 23-25 |
| Semifinali - 17 febbraio 2024 PalaTrieste, Trieste       | Imoco | 3 - 0 | Chieri '76 | 25-18, 25-16, 25-12        |

### Coppa CEV
| Sedicesimi di finale (andata) - 7 novembre 2023 Salle Omnisport St. Léonard, Friburgo | Düdingen            | 0 - 3 | Chieri '76          | 14-25, 15-25, 18-25               |
| Sedicesimi di finale (ritorno) - 14 novembre 2023 PalaAsti, Torino                    | Chieri '76          | 3 - 0 | Düdingen            | 27-25, 25-7, 25-14                |
| Ottavi di finale (andata) - 29 novembre 2023 Lajkovac Hala Sportova, Lajkovac         | Železničar Lajkovac | 0 - 3 | Chieri '76          | 11-25, 12-25, 13-25               |
| Ottavi di finale (ritorno) - 7 dicembre 2023 PalaAsti, Torino                         | Chieri '76          | 3 - 0 | Železničar Lajkovac | 25-19, 25-17, 25-19               |
| Play-off (andata) - 10 gennaio 2024 PalaAsti, Torino                                  | Chieri '76          | 3 - 1 | Chemik Police       | 25-19, 16-25, 25-20, 25-19        |
| Play-off (ritorno) - 18 gennaio 2024 Arena Szczecin, Stettino                         | Chemik Police       | 2 - 3 | Chieri '76          | 20-25, 21-25, 25-20, 35-33, 13-15 |
| Quarti di finale (andata) - 31 gennaio 2024 La Palestre, Le Cannet                    | Volero Le Cannet    | 2 - 3 | Chieri '76          | 25-22, 25-18, 23-25, 20-25, 13-15 |
| Quarti di finale (ritorno) - 7 febbraio 2024 PalaAsti, Torino                         | Chieri '76          | 3 - 2 | Volero Le Cannet    | 25-10, 19-25, 25-19, 20-25, 21-19 |
| Semifinali (andata) - 21 febbraio 2024 PalaAsti, Torino                               | Chieri '76          | 3 - 2 | Levallois Paris     | 20-25, 25-17, 23-25, 25-15, 15-13 |
| Semifinali (ritorno) - 28 febbraio 2024 Palais des sports Cerdan, Levallois-Perret    | Levallois Paris     | 0 - 3 | Chieri '76          | 22-25, 23-25, 23-25               |
| Finale (andata) - 13 marzo 2024 Halle de Sports de la Riveraine, Neuchâtel            | Neuchâtel           | 0 - 3 | Chieri '76          | 23-25, 13-25, 24-26               |
| Finale (ritorno) - 20 marzo 2024 PalaAsti, Torino                                     | Chieri '76          | 3 - 1 | Neuchâtel           | 25-9, 25-20, 20-25, 25-13         |

## Statistiche

### Statistiche di squadra
| Competizione | Punti | In casa | In casa | In casa | In trasferta | In trasferta | In trasferta | Totale | Totale | Totale |
| Competizione | Punti | G       | V       | P       | G            | V            | P            | G      | V      | P      |
| ------------ | ----- | ------- | ------- | ------- | ------------ | ------------ | ------------ | ------ | ------ | ------ |
| Serie A1     | 48    | 14      | 8       | 6       | 15           | 8            | 7            | 29     | 16     | 13     |
| Coppa Italia | -     | 0       | 0       | 0       | 1            | 1            | 0            | 2      | 1      | 1      |
| Coppa CEV    | -     | 6       | 6       | 0       | 6            | 6            | 0            | 12     | 12     | 0      |
| Totale       | -     | 20      | 14      | 6       | 22           | 15           | 7            | 43     | 29     | 14     |

G = partite giocate; V = partite vinte; P = partite perse

### Statistiche dei giocatori
| Giocatore    | Serie A1 | Serie A1 | Serie A1 | Serie A1 | Serie A1 | Coppa Italia | Coppa Italia | Coppa Italia | Coppa Italia | Coppa Italia | Coppa CEV | Coppa CEV | Coppa CEV | Coppa CEV | Coppa CEV | Totale | Totale | Totale | Totale | Totale |
| Giocatore    | P        | PT       | AV       | MV       | BV       | P            | PT           | AV           | MV           | BV           | P         | PT        | AV        | MV        | BV        | P      | PT     | AV     | MV     | BV     |
| ------------ | -------- | -------- | -------- | -------- | -------- | ------------ | ------------ | ------------ | ------------ | ------------ | --------- | --------- | --------- | --------- | --------- | ------ | ------ | ------ | ------ | ------ |
| M. Anthoulī  | 25       | 155      | 133      | 19       | 3        | 1            | 0            | 0            | 0            | 0            | 7         | 40        | 35        | 4         | 1         | 33     | 195    | 168    | 23     | 4      |
| A. Gray      | 29       | 150      | 62       | 79       | 9        | 2            | 2            | 0            | 1            | 1            | 9         | 29        | 15        | 10        | 4         | 40     | 181    | 77     | 90     | 14     |
| K. Grobelna  | 24       | 354      | 315      | 20       | 19       | 2            | 34           | 29           | 3            | 2            | 10        | 183       | 149       | 18        | 16        | 36     | 571    | 493    | 41     | 37     |
| R. Jatzko    | 5        | 10       | 10       | 0        | 0        | 0            | 0            | 0            | 0            | 0            | 1         | 1         | 1         | 0         | 0         | 6      | 11     | 11     | 0      | 0      |
| M. Kingdon   | 29       | 224      | 193      | 16       | 15       | 2            | 3            | 2            | 0            | 1            | 12        | 93        | 69        | 13        | 11        | 43     | 320    | 264    | 29     | 27     |
| F. Kone      | 4        | 6        | 4        | 2        | 0        | 0            | 0            | 0            | 0            | 0            | 2         | 0         | 0         | 0         | 0         | 6      | 6      | 4      | 2      | 0      |
| O. Malinov   | 28       | 93       | 49       | 32       | 12       | 2            | 6            | 3            | 3            | 0            | 12        | 28        | 14        | 12        | 2         | 42     | 127    | 66     | 47     | 14     |
| R. Morello   | 29       | 9        | 0        | 2        | 7        | 2            | 0            | 0            | 0            | 0            | 11        | 5         | 1         | 2         | 2         | 42     | 14     | 1      | 4      | 9      |
| L. Omoruyi   | 22       | 142      | 116      | 17       | 9        | 2            | 14           | 11           | 3            | 0            | 12        | 63        | 57        | 4         | 2         | 46     | 219    | 184    | 24     | 11     |
| V. Papa      | 9        | 0        | 0        | 0        | 0        | -            | -            | -            | -            | -            | 4         | 26        | 20        | 3         | 3         | 13     | 26     | 20     | 3      | 3      |
| E. Rolando   | 14       | 0        | 0        | 0        | 0        | 2            | 0            | 0            | 0            | 0            | 7         | 3         | 0         | 0         | 3         | 23     | 3      | 0      | 0      | 3      |
| A. Skinner   | 25       | 375      | 330      | 27       | 18       | 2            | 19           | 18           | 1            | 0            | 10        | 130       | 114       | 7         | 9         | 37     | 524    | 462    | 35     | 27     |
| I. Spirito   | 29       | 0        | 0        | 0        | 0        | 2            | 0            | 0            | 0            | 0            | 12        | 0         | 0         | 0         | 0         | 43     | 0      | 0      | 0      | 0      |
| C. Weitzel   | 26       | 156      | 102      | 32       | 22       | 2            | 9            | 8            | 1            | 0            | 12        | 100       | 56        | 27        | 17        | 40     | 265    | 166    | 60     | 39     |
| K. Zakchaiou | 29       | 248      | 171      | 74       | 3        | 2            | 15           | 10           | 5            | 0            | 12        | 100       | 60        | 33        | 7         | 43     | 363    | 241    | 112    | 10     |

P = presenze; PT = punti totali; AV = attacchi vincenti; MV = muri vincenti; BV = battute vincenti